# Eydie Gormé canta en español con Los Panchos
Eydie Gormé canta en español con Los Panchos es el primer álbum de estudio realizado en colaboración entre la cantante estadounidense Eydie Gormé y el trío mexicano Los Panchos, lanzado en 1964 por el sello discográfico Columbia Records en Canadá y los Estados Unidos—donde recibió el título Amor—y en el resto del mundo por su filial internacional CBS Records.

## Lista de canciones
- 1. Nosotros
- 2. Piel Canela
- 3. Y...
- 4. Sabor A Mi
- 5. Noche De Ronda
- 6. Caminito
- 7. Cuando Vuelva A Tu Lado
- 8. Di Que No Es Verdad
- 9. La Última Noche
- 10. Historia De Un Amor
- 11. Media Vuelta
- 12. Amor